# Hyperolius cystocandicans
Espèce
Statut de conservation UICN

 NT  : Quasi menacé
Hyperolius cystocandicans est une espèce d'amphibiens de la famille des Hyperoliidae.

## Répartition et habitat
Cette espèce est endémique du Kenya. Elle se rencontre à entre 1 600 et 2 200 m d'altitude sur les hauts plateaux à l'est de la vallée du Grand Rift,.
Elle vit dans la forêt tropicale humide de montagne et dans les plantations de thé.

## Publication originale
- Richards & Schiøtz, 1977 : A new species of reed frog, Hyperolius cystocandicans, from montane Kenya. Copeia, vol. 1977, p. 285-294.